# Comuna Grinăuți-Moldova, Ocnița
Comuna Grinăuți-Moldova este o comună din raionul Ocnița, Republica Moldova. Este formată din satele Grinăuți-Moldova (sat-reședință), Grinăuți-Raia și Rediul Mare.

## Istorie

### Perioada Moldovei Medievale
PÂNĂ LA ÎNTEMEIEREA SATULUI
DURNEA CEATARIUL ȘI VALEA DURNEI. Spre ușurarea cercetărilor istorice, localnicii din satele Grinăuți au păstrat toponimul ,,Valea DURNEI", ce este pe malul drept al râului Ciuhur, la marginea satului Grinăuți Raia. Iar un act domnesc, de danie, din 1431 iulie 15, arată că Durnea Ceatariul avea moșie pe Ciuhur în sus, mărginită cu cea a satului Cepeleuți. Deci, după toate socotelile ,,Valea Durnei" și nu numai, în 1431, este moșia acestuia. Din actul domnesc citim: ,,Noi Alexandru Voevod ... această adevărată slugă și boier al nostru, credinciosul pan Cupcici vornicul ne-a slujit cu dreaptă și credincioasă slujbă ... și i-am dat și i-am întărit vislujenie satele ... și satul Șepelor, care l-a schimbat pentru Dobrinăuți ... și Vășcăuții ce l-a cumpărat de la Nemerca și Vascăuții, amăndouă cuturile(huturile) ce i le-a dat Bogdan I, înaintea noastră. Iar hotarul acestor date, de la Vadul de Piatră, de cealaltă parte a Ciuhurului în sus până la Durnea Ceatariul, iar în jos, până la Dumbrava rotundă și de la Tador pe vechiul hotar până la Racovăț și de cătră neagouți și de cătră Grozea și de cătră Costică, pe vechiul hotar, până la Vadul de Piatră. Toate aceste să-i fie uric, cu tot venitul și copiilor lui și nepoților lui și strănepoților lui..." (Vladimir Nicu, Localitățile Republicii Moldova, Vol. 15, p. 153-154, Chișinău, 2017). Cercetând actul, istoricul M. Costăchescu scrie: ,,Satul Șepelor poate fi al Cepelor ... din județul Hotin, volostea orașul Briceni, așezat pe pârâul Racovățului sec, pe lângă care erau și alte sate ale vornicului Cupcici..."(Mihail Costăchescu, Documente Moldovenești înainte de Ștefan cel Mare). Că este vorba de satul Cepeleuți întărește și vecinătatea lui cu localitățile: Cupcini, ce este pe Ciuhur, Vașcăuți, de unde începe râul Lopatnic, și numele Grozea, de la care poate fi numele satului Groznița, ce este aproape, tot pe Racovățul Sec. Deci, de la Cupcini spre nord era o moșie lungă, până la Vășcăuți (Ucraina). Dar ce înseamnă că hotarul ei era ,,în sus pe Ciuhur, până la Durnea Ceatariul"? Întrebarea este ,,unde era moșia lui Durnea Ceatariul"? Iar Valea Durnei este tocmai la locul căutat, adică la marginea satului Grinăuți din Raiaua Hotin. E mult probabil că pe vremea aceea aici să fi fost careva acareturi ale moșierului respectiv, și puțin probabil că satul Grinăuți exista atunci, în 1431. El apare pe malul opus al râului Ciuhur, într-un an nedeterminat. Dacă satul ar fi existat în 1431, actul respectiv ar fi scris și numele satului, nu doar cel al moșierului. Dar faptul că numele ,,Durnea" l-au păstrat grinăuțenii (până în prezent) dă de înțeles că ,,de la Durnea până la fondare" nu poate fi multă vreme. S-ar putea că Valea Durnei să poarte numele unui urmaș moșier al lui Durnea Ceatariul ce figurează în uricul din 1431.
PRIMELE ATESTĂRI[1], din 1437, nu clarifică despre care Grinăuți scrie actul. După presupunerea lui Alexandru l. Gonța, acest "Ugrinăuți" a fost întărit lui Mihul din Dorohoi, de către fiii lui Alexandru cel Bun, care au dezbinat Țara Moldovei. Hrisovul de danie, slavonesc, e tradus cam așa: ,,Din mila lui Dumnezeu, noi, Ilie Voievod, domn al Țării Moldovei și fratele domniei mele, Ștefan voievod, facem cunoscut că această carte a noastră, tuturor celor care o vor vedea sau o vor auzi citindu-se, că acest adevărat boier al nostru credincios, pan Mihail de la Dorohoi, a slujit sfântraposatului tatălui nostru cu dreaptă și credincioasă slujbă, iar astazi ne slujește nouă cu dreaptă și credincioasă slujbă. De aceea, noi, văzând dreapta și credincioasa lui slujbă către noi, l-am miluit cu deosebita noastră milă și i-am dat și i-am înnoit și i-am înstărit satele lui și privilegiul pe care i l-a dat sfântraposatul părintele nostru, anume: satul Chindiți și satul lui Herțea pe Prut, satul Pecialăuți, la Pecialova, și satul Ugrinăuți..." (Documenta Romaniae Historica. A. Moldova. Vol. I. București, 1975, p. 245-247). Cât despre locul satului "Ugrinăuți", actul nu face claritate. Însă faptul că despre Grinăuții de pe Ciuhur nu se pomenește în acte, decât tocmai în 1617, lasă loc de cercetări. Unele date scriu că satul a fost întemeiat de moșierul GRENCÓ COCIORVEI, în 1617 (Dicționarul statistic al Basarabiei. Chișinău, 1923, p. 348).

### Perioada dominației otomane
"ÎNTRE ADEVĂRURI POVESTITE ȘI SCRISE". O legendă, pe cât se poate de credibilă, spune așa: ,,Cu vre-o 400 ani în urmă(adică după 1600), pe malul stâng al Ciuhurului(unde, în perioada sovetică avea să fie clădirea atelierului "prestări servicii"), era casa călugărului HRINCU, care chivernisea moșia mănăstirii Burdujeni, adică locul unde a început a se forma acest sat pe  Ciuhur, mai întâi, pe malul stâng, apoi pe ambele maluri, cărui loc i se spune "La Grencó" (Emilia Basarab..., op. cit., p. 10). Următorul act nu contrazice legenda detaliată. Hrisovul din 1662, al lui Eustatie Dabija, arată că ",,satele HRINĂUȚI... pi apa Ciuhurului, în ținutul Hotinului, și a Ieșilor, și din amândouă cărțile de apă..."", sunt întoarse ",,mitropolitului Grigorie și la tot soborul mănăstirii de la Todirești ce a fost danie sfintei mănăstiri de la Toader Cârnul Movilovici, fratele răposatului Ieremia Movilă, care a construit mănăstirea"" (Moldova în epoca feudalismului. Vol. V. Chișinău, 1987. p. 79). Prin urmare, după socoteala legendei și a actelor de mai apoi, acest Toader a stăpânit satele "Hrinăuți"(probabil, cu întreruperi), ce erau a mănăstirii Burdujeni, pe vremea lui Hrincu călugărul, (care timp nu e precizat), și care au fost întoarse mănăstirii, în 1662. Mai mult decât atât, acest Toader(frate de domnitor, ce avea mai multe sate), a întărit și a ctitorit mănăstirea ce avea să se numească "Todirești".    
DEZBINAREA LOCALITĂȚII, PRIN HOTAR. Dacă legenda spune de "satul" din jurul casei lui Hrincu Călugărul, actul din 1662 scrie de "satele Hrinăuți". În 1612 satul a fost dezbinat, pentru prima oară, de hotarul care avea să-i pecetluiască soarta. Ciuhurul era hotarul dintre ținutul Sorocii și al Hotinului, iar Grinăuții erau unicul sat pe amândouă maluri, în lungimea hotarului. Așadar, în 1612, la Hotin au năvălit cazacii. În acelaș an, polonezii i-au alungat, ocupând cetatea și tot ținutul, ce l-au stăpânit 4 ani. Pe timpul celei de a II-a domnii a lui Radu Mihnea(2 ani și 7 luni), Hotinul a fost sub stăpânirea Moldovei, iar după asta, iarăși sub polonezi, pe 2 ani. Până în 1612,  în ținutul Hotin erau sate mari de răzăși moldoveni (Tudor Pamfilie. Ținutul Hotinului la 1817, Chișinău, 1920. p. 4). Atunci satul s-a numit: "GRINĂUȚII DE JOS"(județul Soroca) și, "GRINĂUȚII DE SUS"(județul Hotin), iar pe scurt - "satele Grinăuți". Până în anul negru pentru Grinăuți, 1713, perioada Otomană(în care a apărut probabil satul), are puține acte despre sat. Tot ce e clar, e faptul că jumătatea "de jos" a satului a continuat să fie moșie mănăstirească; dar nu și cea "de sus". Așadar, în 1713, Nicolae Mavrocordat pierde Hotinul, iar peste doi ani turcii îl fac raiá[1a]. De atunci străinii spuneau: Grinăuții "din MOLDOVA" și, Grinăuții "din RAIÁ". Însă băștinașii nici nu voiau să audă de așa ceva - că la mijlocul satului lor se termina Moldova. Ei au spus mai departe: "Grinăuții de Jos" și "Grinăuții de Sus". Cât de viața lumii, cum era aici, și nu doar, scria bine Ion Neculce: ",,Pe acée vreme era greu în țară, nu de bir, ce de alte supărări. Că turcilor le era calea tot prin țară, mergându și viind la Hotin... Și ca niște oșteni păgâni ce era, tot stricăciuni făcé cu fel de fel de râsuri și batjocuri a fete făcioare și a fămei înțelepte"" (Letopisețul Țării Moldovei, Chișinău, 1990, p. 412). În 1716, din 93 sate din raiá, 74 au rămas pustii de tot, și numai în 19 din ele trăiau cca 400 familii (I.G. Chirtoagă..., op. cit., p. 76). În mai multe din aceste sate s-au așezat mai apoi polonezi, ucraineni, ruși (p. 19). În 1770 Rusia Țaristă luase de la turci toată Moldova. În recensământul de la sfârșitul anului 1772 s-au însemnat următoarele date: ",,... satul Hranauți(Moldova), din stanul Ciuhurului, ținutul Iași, moșia mănăstirii Burdujeni... 16 case locuite, 2 țigani supuși boierului, 1 persoană cler, 12 moldoveni, bărbați liberi, 1 mazil"" (Moldova în epoca feudalismului..., op.  cit., partea I, p. 195) . Recens. din anul următor arată că în satul ",,Hrenouți, așezat pe moșia mănăstirii Burdujeni, stanul Nistrului, județul Hotin... 10 case locuite, 13 moldoveni, bărbați liberi"" (Ibidem, p. 148). Recens. din 1774, ultimul an de administrare militară rusească, arată în aceeaș localitate: ",,8 case, rufetul lui Gheorghe Volontiru și 7 birnici - 1.Grigoraș, sân popei, 2.Gavriil, zet Bacos, 3.Manolache, vornic, 4.Ioniță, sân Anton, 5.losip, bejenarul, 6.Nicolae, munteanu, 7.Donila, rusul"" (Ibidem, vol. VII, partea II.  p.153, 154). După 1774, turcii au refăcut Raiaua Hotinului, iar în 1789, Rusia Țaristă a luat din nou, toată Moldova(de sub stăpânirea Otomană), pe 3 ani. După recens. din 1803, "Condica liuzilor"(o carte de dări), arată la ,,Hrinăuți, ocolul Ciuhurului de Sus, ținutul Iași, 29 familii de iluzi, care plăteau 480 lei bir pe an" (Uricarul. Vol. VIII. Iași, 1885, p. 337).   
În 1807, pe malul stâng(unde era aproape și celor de la margini), s-a ridicat BISERICA DE LEMN, Sf. Nicolae, care e atestată peste un an [1c]. Unele socotele, bazate pe faptul că în 1772 aici era ,,o persoană de cler", arată că prima biserică a fost ridicată în 1775 (Anuarul Eparhiei Chișinăului și Hotinului, Ediție oficială, Chișinău, 1922, p. 184), dar nu precizează dacă în 1807 a fost o reparație sau, o reconstrucție. Un document din 1812-1813 scrie că biserica avea ,,pereți trainici, veșminte ... cărțile de trebuință", atât slavonești, cât și moldovenești (Trudâ ..., op. cit., p. 273).   

### Perioada Rusiei Țariste
POPULAȚIA ȘI ADMINISTRAȚIA. Recens. din 1817 arată următoarele date: „Greneuți, din ținutul Hotin... 29 bărbați și 2 femei" (Trudâ ucebnoi arhivnoi komissii. Tom III. Kișinev, 1907, s. 23, 87), ",,...cu 27 gospodării, în dreapta Ciuhurului... 150 fălci de fâneață, 120 fălci pământ arabil, 100 fălci pășune și 30 fălci lot împrejmuit"". ",,Hrenauți de pe malul stâng al pârâului, ocolul Ciuhurului, ținutul Iași... Țărani, 57 gospodării. Total 60 bărbați. Moșia aparține mănăstirii Burdujeni din Moldova; dețin destul pământ arabil, fâneață și pășune; este și o pădurice mică(Păd. Seminarului); o moară pe Ciuhur"" (Trudâ..., op. cit., p. 23, 87). În recens. din 1835, despre fiecare locuitor, sunt însemnate: numele și prenumele; vârsta. În Grinăuții de Jos, preot era Gavriil V.(Cotmolici); diacon, Vasilie Untu... (ANRM, f. 134, i. 2, d. 100, f. 455-457), 271 bărbați și 237 femei; de tot, 113 familii cu 84 feluri de nume, din care, 29, de origine slavă(rusă, pol., ucr.), "Guzun", "Laiu" și "Șambra", de origine turcă (ANRM, f. 134, i. 2, d. 106, f. 52.70). În Grinăuții de Sus erau 130 bărbați, 121 femei; de tot, 55 familii cu 36 feluri de nume, din care, 8 de origine slavă și "Bercu", de origine turcă. În sat mai erau 9 străini: familia lui Doraru Istratie; a lui Țîpa Gh. și Movilă Ilie N. (ANRM, f. 134, i. 2, d. 98, f. 343-352; d. 97, f. 46, 47). Doar 4 nume de familie erau în amândouă sate: ,,Balan, Cioban, Vangheli și Vrabie"[1d]. Tot după acest recens., o socoteală de orientate (pentru numărul aproximativ al veteranilor sau eroilor), arată că la începutul ultimului război ruso-turc(1806), bărbați cu vârsta între 16-45 ani (în acel an), care nu au decedat până în 1835, locuiau: în Grinăuții de Jos, 39; iar în Grinăuții de Sus, 17. Văduve-mame mai erau în viață(în 1835): 8 și respectiv, 2. După seceta din 1836, mai mulți țărani din Grinăuți și 
Dîngeni au luat calea pribegiei, spre Bugeac. În 1837, 40 familii au cerut cu împrumut grăunțe și vite de la moșierul V. Melnicov din Edineț. Acesta, le cerea, în schimb, să se strămute cu traiul în Edineț. S-a ajuns până la încăerarea cu poliția, a țăranilor de frunte: Vasilie Bădărău, Andrei Rusu, Petru Iuzefovici (Istoria RSS Moldovenești, vol. I, p. 455). Populația satelor urma să crească în anii ce-au urmat. Recens. din 1859 arată aici: ,,115 case cu 697 locuitori și respectiv, 58 case cu 328 locuitori" (Spiski naselennah mest Rossiiskoi imperii, SPB, 1861, s. 473). Satele continuau să fie sub mănăstirii Todirești (Burdujeni). În anii 1860-1870, în timpul reformei agrare din 1861-1868 (p. 119), moșia avea ,,830 desetine de pădure... în preajma localităților Grinăuți, Moșana, Lipnic" (P.A. Kurșevan. Bessarabia..., op. cit., p. 277), precum și ",,3700 desetine de pământ arabil numai în așezările cercetate"" (A.Ț. Egunov. Zapiski..., op. cit., p. 138, 145). (Aceste păduri sunt: "Păd. Cosăuților", Lipnic, Gîrbova; "Păd. Vilei", Cernoleuca; "Păd. Balta Lată", Dîngeni; "Păd. Seminarului", Grinăuți-Moldova și "Păd. de sub Rîngaci", Grinăuți-Raia). De la plugarul ce lua în arendă pământ mănăstiresc se cerea mai mult: ,,13 zile de scont, 26 zile obișnuite și 14 zile ca dijmă" (Sbornik dokumemtov po Hotinskomu uezdu Beesarabskoi gubernii, M., 1890, s. 63). În 1870, după scrierea lui A.Ț. Egunov, ,,satul Grinovți, voloste Climăuți, județul Soroca, se număra o așezare bogată, cu 2452 desetine de pământ, 129 case, 110 cai, 700 vite mari cornute, 2002 oi și capre ...". (A.I. Egunov. Pereceni..., op. cit., p. 75). ,,Grenouți, voloste Secureni, județul Hotin, făcea parte din satele sărace... 1248 desetine, 1050 stânjeni pătrați de pământ, 56 case, 21 cai, 74 vite mari cornute, 311 oi și capre" (A.I. Egunov, p. 87). Pricina acestei diferențe, destul de mari, nu e cercetată în destul. Tot cam pe atunci s-au făcut însemnări pentru harta militară, care a fost prima hartă topografică a acestor pământuri, și unde sunt arătate locul a câtorva construcții și mai multe toponime[*]. 
TOPONIME: La "GRENOVȚI NÍJNII"[*], ce era cam de două ori mai mic decât acum, sunt indicate: biserica de lemn și cimitirul, care sunt în dreptul locului de "La Grencó", ce e pe malul Ciuhurului; locul morii de apă și, unde erau 3 mori de vânt[*] - una, mai sus de biserică (îndată după școala veche), adică, pe coasta de sud-vest a Dealului "Hîndichiul Vechi"[**] și două, pe "Celălalt Deal", pe malul stâng al văii unde era "Iazul lui Chiriliuc", în drept cu gura "Văii lui Tănase", ce sfârșește între satele Grinăuți-Moldova și g. Rediul-Mare. Lacul morii, ce era sub iezâtura lui, avea cca. 1.5 km lungime, iar "Valea Păpușoaielor", spre izvoarele căreia e "Valea Fundac", în "Pădurea Seminarului", e scrisa "V. Kornoseni"[*]. Pământul mitocului lui "Chiroșca"[***], din hotarele satului Cernoleuca, ce este spre calea ferată, de unde începe "Valea Funducărești"[*], nu este arătat, acesta urmând să treacă la Grinăuți, pe timpul lui Constantin Cazimir. Pământul de "La Fântâna Eftiniței", e în estul localității. "GRENOVȚI VÉRHNII"[*] era, spre sud, până la râpa "Armanca"[*] sau "Valea Curechilor"[**], pe care e locul de "La Patru Iazuri" și în fundul căreia era un cătun, iar la gura ei, pe Ciuhur, e lutăria "Malul Roșu". Tot în dreapta e și "Valea Durnei", unde e așezat satul; la vest de sat e hotarul de nord, r."Poiana"[*] sau "Valea Fundoaia"[**]; iar la moșia lui "Sencó", un boier din sec. XIX, era mai mult pădure[*] și „cătunul” respectiv. La sud de acesta, la hotar, e locul de "La Trei Stejari" (p. 10, 11). "Pădurea Raialei" sau, "de sub Rângaci", o parte e în hotarele Grinăuților.  
REALIZĂRI. ÎNVĂȚĂMÂNTUL ȘI CULTURA. În 1862 se deschide școala parohială de pe lângă biserică, ce era doar pentru băieți (ANRM, f. 152, i. 1, d. 157, f. 39), și unde, în 1887-1888, învățător a celor 22 elevi, era Ivan Cerlenco. În anul următor erau 30 elevi (Kișinevskie Eparhialinâe Vedomosti. Kișinev, 1888, p. 912). În 1878 Alexandru Cotruță, cercetător și mare om al vremii, deschide Școala Agrară Grinăuți, împreună cu alte două în gubernie(Cucuruzeni și Purcari). În 1884 se construiește calea ferată, dată în exploatare în 1893, când a trecut pe aici primul tren, cu 4 vagoane (p. 10, 11). "Gara-Grinăuți", a fost numită cea de lângă școala agricolă, iar cea de-n dreptul satului a primit numele "REDIUL-MARE". Gara s-a construit la înc. sec. XX (p. 7), iar satul nou, cu acelaș nume, avea să apară după asta, prima atestare fiind în 1925  (Enciclopedia sovetică moldovenească. Vol. G. Chișinău, 1976, p. 397). În 1897 în satele Grinăuți erau: 785 locuitori (din care, 41 de alta credință decât cea ortodoxă) și respectiv, 1153 locuitori (din care, 19 de altă credință...). (Pervaia vseobșiaia perepisi naselenia Rossiiskoi imperii 1897. Pod redaktiei N.A. Troinițkogo). În 1904, după cum scrie Zamfir Arbore, în amândouă sate erau 247 case cu 2428 locuitori (Zamfir Arbore. Dicționarul geografic al Basarabiei. București 1904, p. 119). La sfârșitul sec. XIX, Constantin Cazimir din Cernoleuca, mare om de stat și filantrop, stăpânea în ținutul Hotin 14 mii desetine de pământ (Istoria RSS Moldovenești, vol. I. Chișinău, 1954, p. 519). De altfel activitatea lui C. Cazimir e o perioadă frumoasă și pentru Grinăuți. În 1891, după 29 ani de la deschidere, școala parohială a trecut sub grija ministerului. Atunci se deschide un local nou (p. 7), iar peste doi ani s-a ridicat o clădire mai mare a școlii. Învățători au fost: în 1900 - A. Melnicenco, în 1902 - Nadejda Ovcearenco, iar în 1906 - Constantin Ferinț (ANRM, f. 152, i. 1, d. 1056, f. 81, 82 verso). În acel an, ,,satul Grinăuți, voloste Secureni, jud. Hotin, număra 792 locuitori cu 79 copii de vârstă școlară... Grinăuți, voloste Climăuți, jud. Soroca... 1112 locuitori cu 111 copii de vârstă școlară". Un singur învățător instruia 95 elevi într-o clasă cu 50 locuri (Școlnaia seti ș kraskim obzorom. Vâp. 3. Kișinev, 1907, s. 68, 93). În anul 1908-1909, din 70 elevi, au mers la examen 8. Atunci religia o preda preotul Mihail (Donos), diriginte era Vera Turjanscaia, iar Feodor Lunga preda muzica (ANRM, f. 152, i. 1, d. 989, f. 11). În 1910, în Grinăuții de Sus erau 879 locuitori cu 88 copii de vârstă școlară, iar școală nu era (Otceot Hotinskoi uezdnoi Zemskoi upravâ za 1910 god. Hotin, 1911, s. 122). Se pregătea construcția unei noi clădiri, cu 60 locuri, care a fost gata la 1 septembrie, 1912-1913. La școală mergeau 54 băieți și 6 fete (Godovoi otceot o nabliudenii. Kișinev, 1913, s. 182). Tot înainte de război, în 1911, a fost reparată biserica, la care lucru s-au cheltuit 600 ruble adunate din jertve (Kișinevskie Eparhialinâe Vedomosti. Kișinev, 1911, s. 155). Spitalul cu 10 paturi a fost deschis în 1902 (Otceot Sorokskoi zemskoi upravâ za 1902 god, s. 10). La înc. sec. XX, în amândouă sate erau câte o dugheană, lucrau 3 oloinițe, moara de apă și cea cu motor. Sciastlivii C.F. avea secție de fabricare a varului (p. 7). Unele din acestea au continuat a funcționa și după război, precum arată datele respective.  
Bibliografie cartografică: [*]Planul lui Schubert Feodor ("Voenno topograficeskaia karta Rossiiskoi Imperii 1846-1863. List 27-6, 1868-1893).  [**]Harta Topografică Românească, 1939.  [***]Harta etnică 1916.  

### Perioada Regatului Român
ADMINISTRAȚIA, POPULAȚIA ȘI MEȘTEȘUGURILE. Până când, nu sunt cunoscute numele eroilor din Primul Război Mondial (p. 42). După încetarea revoltelor țărănești, în urma măsurilor luate de rege, la cererea deputaților de la Chișinău (Statalitatea Poporului Moldovenesc, vol. Chișinău, 2005, p. 225), și la Grinăuți avea să ajungă Reforma Agrară din 1918-1921. În comuna din dreapta Ciuhurului, unde primar era Afanasie Iașciuc, 290 ha au fost împărțite la 159 locuitori; iar în stânga, unde primar era Alexei Coșuleanu, 254 ha au fost împărțite la 114 gospodari (ANRM, d. 254, f. 18; d. 316, f. 49). În acelaș an, 1921, în ,,satul Grinăuți din volostea Climăuți, jud. Soroca... 12 tauri, 356 vaci, 2 armăsari, 418 cai, 143 porci, 444 godaci, 546 oi" (ANRM, f. 110, i. 1, d. 260, f. 82 verso, 83). În 1923, ,,Grinăuții de Sus număra 200 case cu 525 locuitori, iar Grinăuții de Jos, 370 case cu 2037 locuitori" (Dicționarul statistic al Basarabiei. Chișinău, 1923, p.350, 351; 508, 509). Între anii 1938-1940, Grinăuții de jos, au fost în plasa Tîrnova, județul Soroca, după care, iar în cea a Climăuților, în ultimii ani, cu sediul la Lipnic. Din punct de vedere etnic, populația în 1930 era: ,,pe malul stâng, 2123 locuitori, din care 1966 români, 78 evrei, 60 ucraineni și ruși, 16 țigani, 1 german și 1 polonez"... femei vaduve, 77. În Grinăuții din Raia erau 1077 locuitori, din care ,,1005 români, 72 ucraineni și ruși (Recensământul..., op. 
cit., vol. II, p. 208, 209, 424, 425) ... femei văduve, 45 (Recensământul ..., op. cit., vol. I, p. 633, 737). Meșteșugarii satelor, după statistica din 1932, erau: la ,,Grinăuți, plasa Climăuți, 2 chelari ce coseau căciule; 3 cizmari; 2 surori croitorese; 1 strungar; 3 tâmplari. Simion Bădărău, Pavel Soloțchi și Petru Soloțchi dețineau treierătoare" (Anuarul României pentru comerț, industrie, meserii și agricultură. București, 1931/32, p. 538). ,,La Grinăuții din Raia, 1 dogar; 1 tâmplar; Constantin Sciaslivii ardea var; Alexei Rudnic avea treierătoare; Pavel Bercu deținea moara de apă iar feciorul lui avea prima bicicletă din sat". La 1937 avea să apară în sat lăcătuș-mecanic (ANRM, f. 2071, i. 1, d. 2043, f. 5, 6). 4 grinăuțeni din "Raia" aveau băcănii, ocupându-se cu negustoria, iar 1 avea cârciumă. Abia în 1938 s-a reușit construirea unui grajd comunal, pentru creșterea și înmulțirea vitelor, și s-au reparat 3 km drum central (ANRM, f. 2071, i. 1, d. 2043, f. 5, 6, 13).  
ÎNVĂȚĂMÂNTUL. În 1923, în ambele sate erau câte o școală primară mixtă. În Grinăuți-Raia învățătoare erau Anastasia Abramova și Olga Balițcaia, iar la Grinăuți-Moldova - Mihail Strovanovschi și Eugenia Bădărău (Anuarul "Socec" al României Mari, vol. II. București, 1923-1914, p. 136, 219). În 1930 începe învățământul primar obligatoriu de 7 ani (după legea din 1924). Analfabetismul era o problemă a vremii (ce avea mai multe pricini și care trebuia rezolvată). Tot atunci, în 1930, puteau să citească și să scrie, 36,2% din locuitori (recensământul general al populației din 29 decembrie 1930). În 1933, la școala primară mixtă din Grinăuți-Moldova, unde erau 468 copii de vârstă școlară, elevi erau 279, iar învățători - Ion Barbieru(directorul), Eudochia Bădărău, Gh. Butnaru, Gr. Bezedé și Ecaterina Dibu. La școala primară mixtă din Grinăuți-Raia, unde erau 265 copii de vârstă școlară, elevi erau 119, iar învățători - Petru Covtun și Georgeta Botez (Anuarul învățământului primar 1933, București, 1933, p. 568, 291). Arhiva nu deține date despre starea materială a școlilor, în perioada respectvă (p. 48). Timp de 5 ani, adică până în 1938, pe timpul directorului Teodor Mihailov, la școala veche, și Simion Schițcó, la cea din "Raia", au fost înlocuiți toți învățătorii, majoritatea celor noi venind de la Sofia și Pelenia (ANRM, f. 2071, i. 1, d. 2044, f. 17, 18, 33). În 1939 s-a deschis cantina școlară, unde bucatele erau pregătite de elevele "străjere" din clasa 4-a (ANRM, f. 2071, i. 1, d. 2044, f. 18, 9, 40).  

### Al Doilea Război Mondial
Din satele Grinăuți, pe front au fost luați cca 400 tineri, din care au căzut ca eroi 69, din Grinăuți-Moldova, 45, din Grinăuți-Raia și 12 din g. Rediul-Mare. Numai în toamna lui 1941 erau înregistrați 15 invalizi de război, văduve și orfani. În 1940, în Grinăuți-Raia, apare "sovetul sătesc", președinte fiind țăranul Ion Țîmbaliuc, iar în Grinăuți-Moldova - "Consiliul Comitetului Agrar. "Sistemul fiscal burghez" e înlocuit cu "impozitul agrar unic". Apare "sistemul livrărilor obligatorii la stat a produselor agricole" (Teodor Ciumac, Ion Leașco, Anatol Ciumac. Satul Tudora din lunca Nistrului. Chișinău, Pontos, 2003, p. 54). În 1941 au fost deportate 2 familii (14 oameni) din Grinăuți-Moldova, 1 familie (7 oameni) și Bercu L.V. din "Raia" (p. 64-65). În 1941, când începe marea luptă de la Stalingrad, iar armata română trece Prutul, primar de Grinăuți-Raia e numit Feodor Vangheli. Ambele sate erau în plasa Lipnic, județul Soroca (ANRM, f. 2071, i. 1, d. 2051, f. 3), iar în comuna respectivă mai erau Grinăuții-Noi și Rujnița, populația totală fiind de 5041 oameni (ANRM, f. 2071, i. 1, d. 2048, f. 41). Andrei (Donos) era preot; director al celor două școli mixte era Pantilimon Garabagiu, iar D. Filipescu era șef al postului de jandarmi (p. 60). În comună erau: ,,2 boi, 627 cai, 338 mânzi, 448 junce, 405 porci, 1809 oi" (ANRM, f. 2071, i. 1, d. 2063, f. 40). Prețul lucrărilor de câmp erau foarte mari (ANRM, f. 2071, i. 1, d. 2051, f. 244). În 1942, erau 2 mori cu motor, 4 oloinițe, varnița lui A. Bolboceanu, uscătoria de soia a societății "Solarga", 3 băcănii, manufactura lui T. Marchitan (ANRM, f. 2071, i. 1, d. 2063, f. 1, 2). "Armata Roșie" a alungat "forțele fasciste", din Grinăuți, în martie 1944.   

### Perioada Sovetică
DEPORTĂRILE ȘI MUNCA. Această pagină a început cu "bucuria țăranilor", ce n-a durat nici 3 ani. În 1944 e restabilit "sovetul sătesc", iar președinte e numit D. Țîmbaliuc (Emilia Basarab, op. cit., p. 45). Țăranii au primit pământ confiscat de la moșierii Grimalschi G.I., Vangheli F.T. și Sciastlivii C.G., care au fugit în România (Arhiva raională Ocnița, f. 122, i. 1, d. 29). În 1949, din cei mai buni gospodari, au fost deportați în Siberia: 6 familii și o bătrână singură - din Grinăuți-Moldova și, 2 familii și o bătrână singură - din Grinăuți-Raia (p. 64-65). Alte răni asemănătoare, trăite de grinăuțeni în această perioadă, aveau să fie: 5 luați în Afganistan; 2 au participat la operația militară din Ungaria (1956); Chilat V.N. și Toncoglaz I.F. au mers la Cernobîl (p. 66). Apoi, în acelaș an, 1949, apar în comună, pe rând, 3 colhozuri: cel "Bolșevic", în "Raia", 500 ha, din 42 gosp. țărănești a 131 oameni de toate vârstele și 5 cai; "Moldova Socialistă", în "Sat", 277 ha, din 40 gosp. țărănești a 124 oameni... și 8 cai (ACSPRM, f. 233, i. 1, d. 136, f. 33), și "25 let Moldávii", în "Gară"(cum spun localnicii pe scurt). Ultimul n-a durat nici un an, fiind alipit la "Moldova Socialistă" (ANRM, f. 3013, i. 3, d. 296, f. 67, 301). În primii ani majoritatea lucrărilor agricole se făcea cu brațele de muncă. Pentru arat și semănat veneau tractoarele de la SMT Ocnița, apoi, de la SMT Rujnița (Arhiva raională Ocnița, f. 122 i. 1, d. 30), ceea ce costa mult (p. 67). În 1958 sunt cumpărate 5 tractoare de la SMT Rujnița (Arhiva raională Ocnița, f. 122, i. 1, d. 31). În 1964 este electrificată ferma de vite, ce număra 260 vaci, în 1970 (E. Șvețova. Șkola uspeha // Sovetskaia Moldavia, 15 dekabrea 1970 g.). În 1977 se deschide ferma de lapte la Grinăuți-Raia, unde sunt mutate toate vacile mulgătoare (1978 - 580 capete), iar la g. Rediul-Mare se deschide ferma de porci (Ion Gheorghiță. Oameni și priveliști ocnițene // Nistru, nr. 30, 1980, p. 38) și mai multe construcții cu destinație agrară. În 1975, plata colhoznicului era de 900-1000 ruble pe an (Emilia Basarab..., op. cit., p. 90). Către 1984, în ambele sate era câte o grădiniță de copii, baie, punct medical, cămin cultural, bibliotecă, oficiu poștal, stadion (p. 7). Majoritatea din ele erau întreținute din venitul colhozurilor (p. 71). Între 1945-1994 asistența medicală era gratuită (p. 117). 
ADMINISTRAȚIA TERITORIALĂ ȘI POPULAȚIA. În 1952-1954, când RSSM a fost împărțită în 4 jud., comuna Grinăuți-Raia era în districtul Bălți, sectorul Ocnița. Între 1954-1961, aceeaș comună era în raionul Ocnița, apoi, în raionul Edineț (Moldova socialistă, 3 ianuarie 1963), iar din 1975, din pricina creșterii populației, iarăși în r. Ocnița (RSS Moldovenească. Orânduirea administrativ-teritorială la 1 aprilie 1988. Chișinău, 1988, p. 58). Populația comunei, (anul și nr. de locuitori). Grinăuți-Moldova: a.1950 - 1192; a.1959 - 1500; a.1970 - 1338; a.1979 - 1263; a.1989 - 1136. Grinăuți-Raia(aceiași ani): 1027, 1055, 975, 898, 801. Gara Rediul-Mare( aceiași ani): 516, 718, 941, 914, 861 (ANRM, f. 3013, i. 3, d. 178, f. 61; d. 396, f. 67).
ÎNVĂȚĂMÂNTUL ȘI CULTURA. Îndată după sfârșitul războiului, în anul 1944-1945, în ambele școli mixte de 7 ani erau 281 și respectiv, 130 elevi. Noua școală primară mixtă de la g. Rediul-Mare era frecventată de 55 elevi (ANRM, f. 2991, i. 3, d. 11, f. 210,210 verso; 270). Clădirea de zid a școlii respective nu s-a păstrat. În 1947, la Grinăuți-Moldova era școala medie moldovenească (p. 119). Majoritatea învățătorilor erau elevi din clasa 7, ce treceau cursuri de o lună, pentru munca pedagogică (ANRM, f. 2991, i. 3, d. 40, f. 93, 98, 107). Acesta era rezultatul deportărilor și fugii peste Prut a celor ce nu trebuiau să fie în colhoz. Pe de o parte, se ducea lupta cu analfabetismul, iar pe de alta,  munca la câmp a elevilor claselor mari era prioritară (p. 73). Instituția începe să semene a școală pe timpul directorului P. A. Vahnovan(1956-1968), și mai ales, în anii lui Gh. Răducanu(1960-1977), care e susținut de toți foștii săi învățători (Învățătorul sovetic, nr. 1, 1981, p. 63). În 1984 e dată în folosință noua clădire a școlii, construită cu 3 et. (p. 73), pe locul a 4 gospodării, a căror case, noi și mari, au fost demolate. În centrul satului, nu mai era palmă de pământ liber. Căminul cultural din "Raia", ce avea 50 locuri, lucra încă din 1940 (ANRM, f.3026, i.2, d.2, f. 420,420 verso; 491,491 verso), iar cel din "Sat", cu 150 locuri a fost deschis în 1944. Noua clădire, cu 200 locuri, și respectiv 400 locuri în sala festivă, e construită în 1952-1956. (P. Stratievschi. La zidirea cluburilor// Moldova socialistă, 23 mai 1959).    
BISERICA a fost închisă pe când slujea preotul Gheorghe (Moroșanu), iar creștinii grinăuțeni erau nevoiți să meargă pe ascuns la  Corbu, Dîngeni, sau Ruseni. Mai mult au fost deserviți de preotul Casian (Coțaga), de la Corbu. Tractoristul ce a vandalizat monumentul eroilor, rupând crucea, a avut un sfârșit tragic. Odată, în timp ce îl repara, a uitat să puie frâna, iar tractorul a pornit la vale, spre perete, anume când acesta trecea prin naintea lui (spunea dascălul Vasilie). Gavriil F. Iacobciuc, ce era un "revoluționar al satului", și care, cu "glasul poporului", dădea afară până și șefi, spunea că cel mai bine a fost "la țar" și, că URSS nu va dura mai mult de o generație.   

### După declarația Independenței
În războiul din Transnistria, au fost luați 10 tineri, iar Nicolae Vrabie a căzut ca erou. Tot în 1992 colhozurile sunt desființate, apărând Cooperativa agricolă de producție "Grinăuți", iar în 1995, două organizații agricole.(Arhiva curentă a primăriei Grinăuți Moldova). În 1998 e dată în exploatare noua clădire, cu două et., a Centrului de Sănătate. În 2001 a ajuns gazoductul în Grinăuți-Raia, iar în anul următor, și peste Ciuhur.  
Când s-a redeschis biserica, în 1989, slujea preotul Gheorghe (Plevan). BISERICA NOUĂ, "Adormirea Maicii Domnului"(1989-1992), are o istorie deosebită. Localnicii au dorit-o acolo unde s-a construit, într-o ogradă cu cea veche, pe când binecuvantarea era alta: ,,... construită la g. Rediul-Mare, unde nu era, iar cea veche să fie reparată". Odată cu falsificare de acte, ce indicau că cea veche "e în stare ireparabilă", lucrurule au scăpat cumva de sub control. Preotul Gheorghe era în vârstă, iar dascălul Vasilie (Bădărău), nu mai suporta tâlhăriile și conduita meșterilor maghiari. ,,Atata cărămidă vândută și șantierul e numai țigări! Proiectul l-au ars! Nu va duce la bine!". Când a mai auzit că biserica veche urmează a fi desfăcută, pentru "reinstalare", a plecat, mai departe, bolnav cum era, cerând de urgență diacon, că el nu mai poate. Diaconul, viitorul preot, a venit degrabă, și bis. "Sf. Nicolae" (monument de arhitectură) a rămas și a fost reparată. În 2019, după 2 ani de la trecerea la cele veșnice a dascălului Vasilie, biserica nouă a ars (acoperișul de lemn ce a înlocuit cărămida dispărută). Biserica veche, din lemn, deși la 7 m distanță, nu a fost afumată. A urmat o reparație costisitoare. Astfel, cu un eveniment cutremurător și de învățătură, a ajuns până aici istoria satelor Grinăuți. 
BIBLIOGRAFIE: Descrierea CIP a Camerei Naționale a Cărții. Monografia istorică de Leașco Ion: "O comună din trei așezări - Grinăuți Moldova, Grinăuți Raia, Rediul Mare". Text: I. Leașco, B. Untu, N. Dudău, 2006. MD-2004, Chișinău.

## Monumente de arhitectură
În comuna Grinăuți-Moldova sunt puține: 
BISERICA VECHE - stilul specific lăcașelor cu pereți subțiri și acoperiți cu cherestea în poziție orizontală; clopotniță și o turlă simplă, după arhit. rusească; ferestre(pastrate originale) arcuite și cu elemente în partea de sus; stare bună de rezistență și conservare. 
GARA - pereți ornamentați mozaic cu plăci de 3 culori, și în rânduri drepte; streșină lată; ferestre și uși mari și medii, arcuite. Casele lucrătorilor C.F., numite "cazarme", pentru că au găzduit ostași și jandarmi, au fost construite după specificul arhitecturii feroviare de la înc. sec. XX, cu pereți din granit.(Atât pentru două familii, cât și pentru una). 
Clădirile: biserica nouă, centru de sănătate, grădinița nouă ș.a., au aceleaș ornamente tencuite pe perete neted, ce nu alcătuiesc, în ansamblu, un stil arhitectural original. Imaginea bisericii noi, e atrăgătoare mai mult prin dimensiunea construcției. Atât sediul primăriei, școala nouă, cât și palatul de cultură, au specificul construcțiilor publice din a II-a jum. a sec. XX, ultimul fiind după un proiect comun mai multor localități (s. Plop...). Mai multe feluri de ornamente reliefate(din cărămidă sau tencuite), impodobesc casele noi locative, pe alocuri, destul de frumos, însă în nici un caz nu s-a reușit ridicarea unui monument arhitectural, în ansamblu, deși câteva au fost aproape izbândă.   (Reprezentare generală, R.E. Pînzari).

## Demografie
Conform datelor recensământului din 2014, comuna are o populație de 2.062 de locuitori. La recensământul din 2004 erau 2.380 de locuitori.

## Administrație și politică
Componența Consiliului local Grinăuți-Moldova (11 consilieri), ales la 5 noiembrie 2023, este următoarea:
|  | Partid                                       | Consilieri | Componență | Componență | Componență | Componență | Componență | Componență |
|  | -------------------------------------------- | ---------- | ---------- | ---------- | ---------- | ---------- | ---------- | ---------- |
|  | Partidul Socialiștilor din Republica Moldova | 6          |            |            |            |            |            |            |
|  | Candidat independent ALLA CEBOTARI           | 1          |            |            |            |            |            |            |
|  | Partidul Acțiune și Solidaritate             | 2          |            |            |            |            |            |            |
|  | Partidul „Renaștere”                         | 1          |            |            |            |            |            |            |
|  | Partidul Social Democrat European            | 1          |            |            |            |            |            |            |